# Aikaterinī Sakellaropoulou
Katerina Sakellaropoulou (AFI: [kateˈrina sakelaroˈpulu]; in greco Κατερίνα Σακελλαροπούλου?, Katerina Sakellaropoulou; Salonicco, 30 maggio 1956) è una magistrata e politica greca, Presidente della Repubblica Ellenica dal 13 marzo 2020 al 13 marzo 2025.
Prima della sua elezione ha servito come presidente del Consiglio di Stato, il più alto tribunale amministrativo della Grecia, dall'ottobre 2018. Sakellaropoulou è l'ottava Presidente della Repubblica ed è la prima donna a ricoprire tale carica.

## Biografia
Nata a Salonicco nel 1956 da Alikīs Paraskeua e Nikolaos Sakellaropoulos, giudice e poi vicepresidente della Corte di cassazione, ha studiato giurisprudenza presso l'Università Nazionale Capodistriana di Atene, laureandosi nel 1978 e frequentando, tra il 1989 e il 1990, dei corsi di diritto costituzionale e amministrativo presso l'Università Panthéon-Assas di Parigi.

### Carriera giudiziaria
Nel novembre 1982 viene nominata relatrice del Consiglio di Stato (StE), il più alto tribunale amministrativo della nazione, venendo promossa nel 1988 al grado di ricercatore e nel 2000 al grado di consulente. Il 23 ottobre 2015 viene nominata vicepresidente dell'StE, carica che mantenne fino alla sua promozione, su suggerimento del Ministro della giustizia Michalīs Kalogīrou, al grado di Presidente il 17 ottobre 2018, diventando la prima donna a ricoprire tale incarico. La sua sensibilità alle libertà civili, alle questioni ecologiche e alle minoranze e ai diritti dei rifugiati, ha convinto l'allora amministrazione di sinistra di SYRIZA a sostenerla nella carica.
È stata membro dell'Associazione dei Funzionari Giudiziari del Consiglio di Stato, ricoprendo anche gli incarichi più importanti: segretaria generale (1985-1986), vicepresidente (2006-2008) e presidente (1993-1995, 2000-2001).
Katerina Sakellaropoulou pubblica regolarmente su riviste accademiche. Ha inoltre contribuito al libro "Crisi finanziaria e protezione ambientale nella giurisprudenza del Consiglio di Stato" (in greco: Οικονομική κρίση και προστασία του περιβάλλοντος στη νομολογία του Συμβουλίου της Επικρατείας).

### Presidente della Repubblica Ellenica
Il 15 gennaio 2020, il primo ministro greco, Kyriakos Mītsotakīs, l'ha proposta per la carica di presidente della Repubblica ellenica; è stata eletta dal Parlamento il 22 gennaio 2020 con 261 voti a favore su 300 deputati.

## Vita privata
Katerína Sakellaropoúlou vive con il suo compagno, Pávlos Kotsónis, un avvocato. Ha una figlia, Nióvi, da un precedente matrimonio. 
È una sostenitrice del club sportivo Aris Salonicco.

## Onorificenze

### Onorificenze greche
(in qualità di Presidente della Repubblica)